# Weimarer Fürstengruft

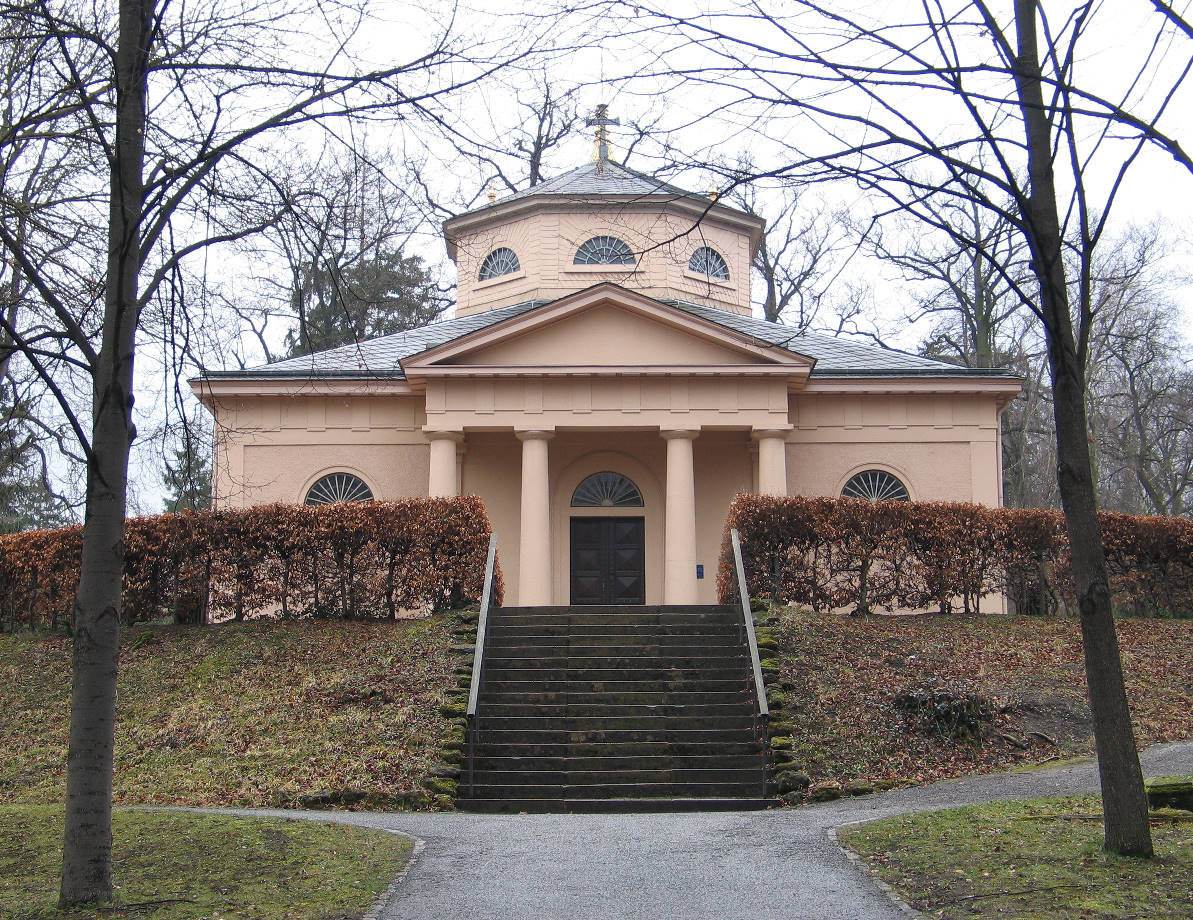
Die Fürstengruft mit nördlich ausgerichtetem Portikus-Eingang

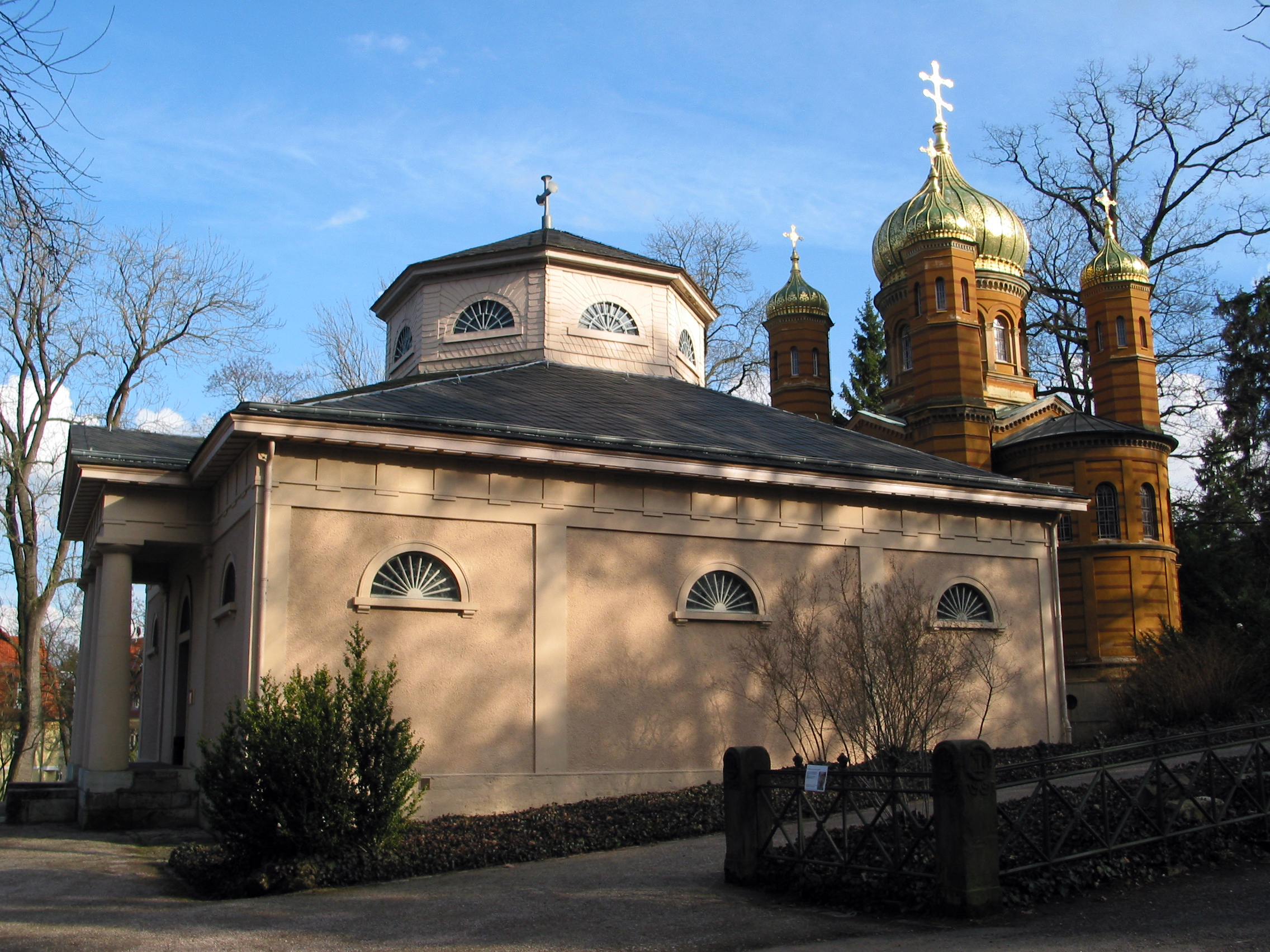
Westansicht der Fürstengruft, rechts die angrenzende Grabkapelle

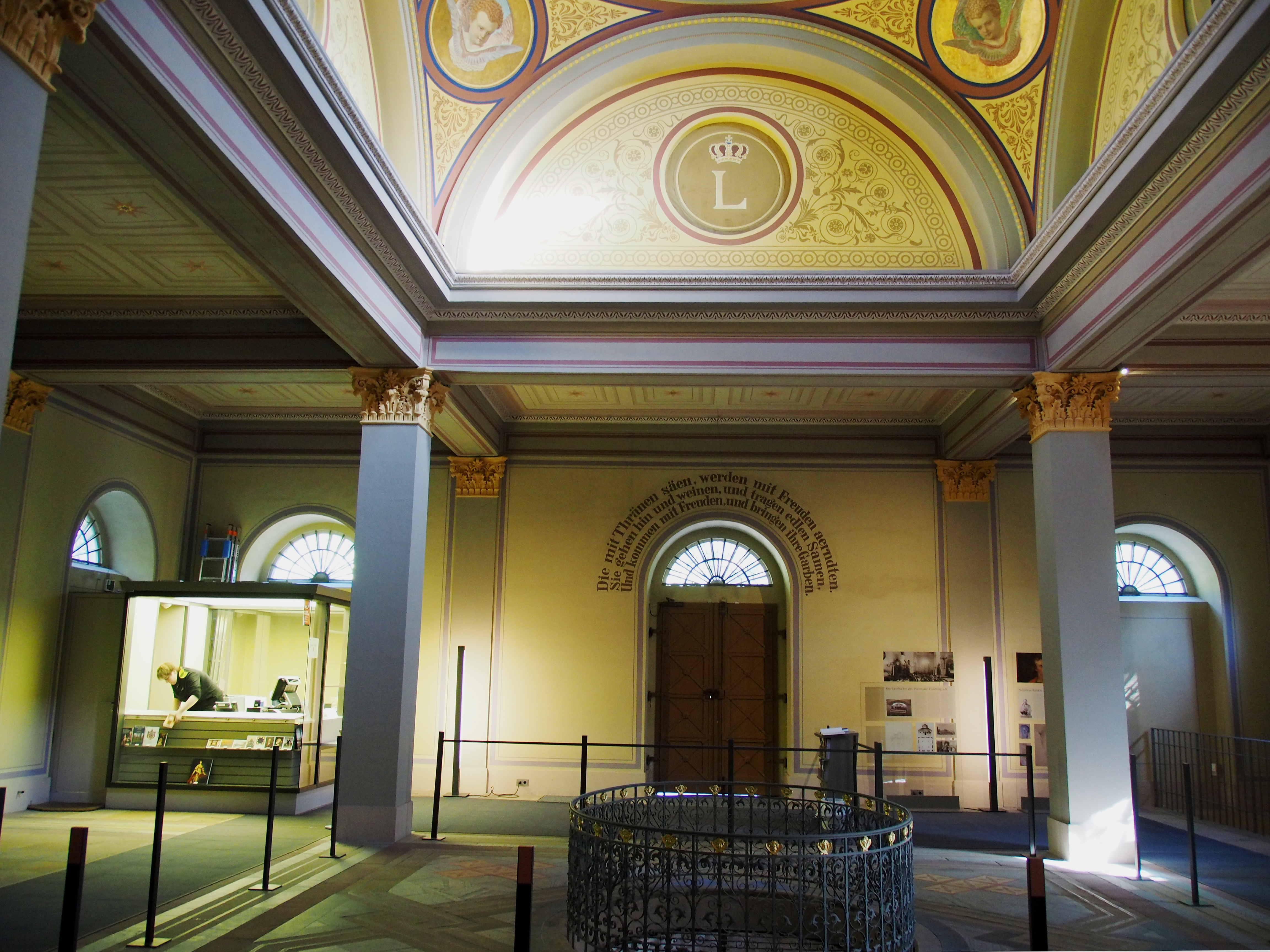
Oberer Innenraum der Fürstengruft

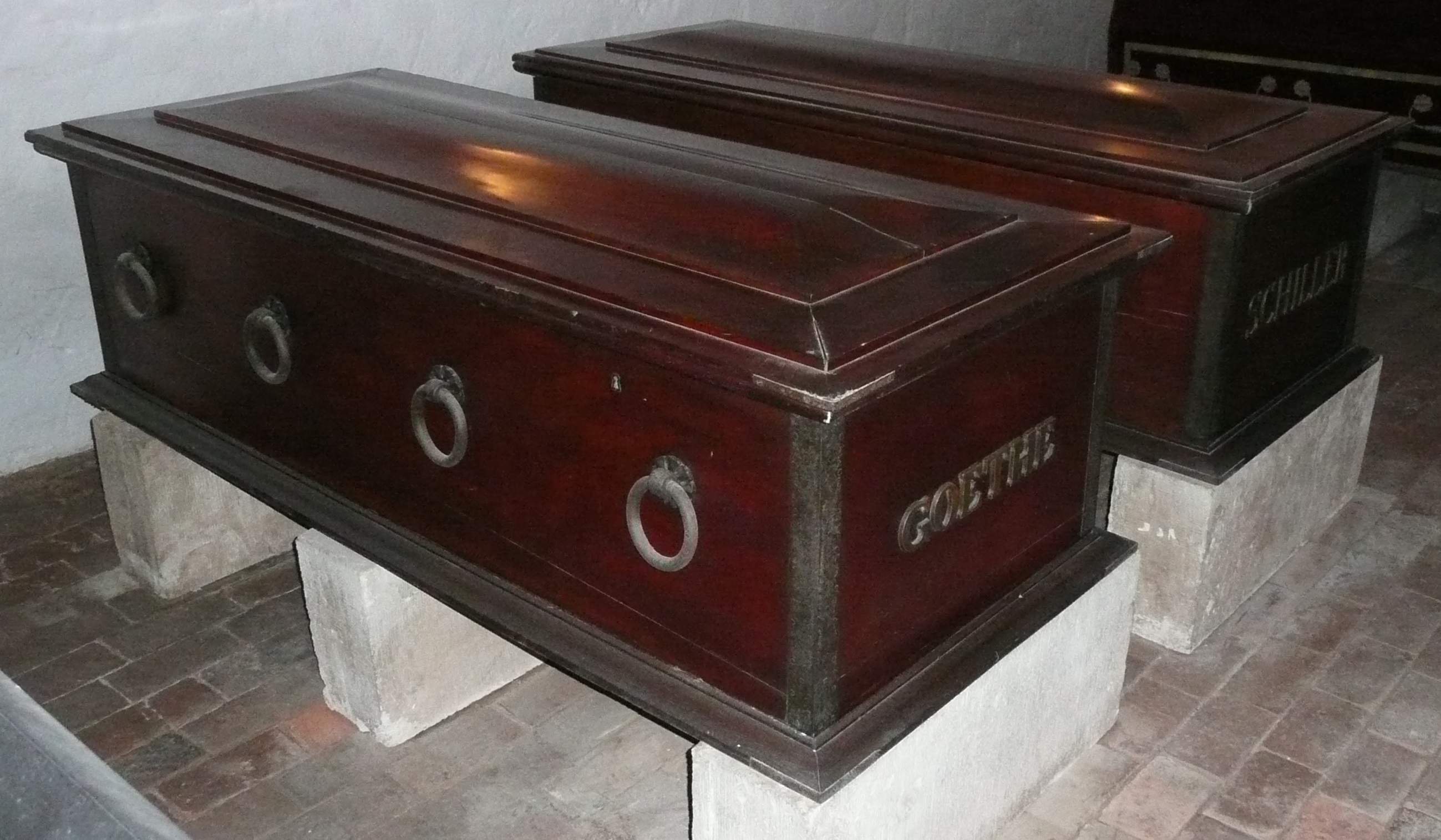
Die Särge Goethes und Schillers

Die Weimarer Fürstengruft ist die Grabstätte einiger Mitglieder der Häuser Sachsen-Weimar und Sachsen-Weimar-Eisenach auf dem Historischen Friedhof in Weimar. Auch Johann Wolfgang von Goethe und vermeintlich Friedrich Schiller wurden in ihr beigesetzt. Die Gruft ist in Besitz der Klassik Stiftung Weimar.
Sie gehört seit 1998 zusammen mit dem Historischen Friedhof als Teil des Ensembles Klassisches Weimar zum UNESCO-Weltkulturerbe.

## Bau- und Kulturgeschichte
Großherzog Carl August plante seit 1823 den Bau einer Fürstengruft auf dem neuen Weimarer Friedhof, der im Jahr 1818 eröffnet worden war. Ursprüngliche Begräbnisstätte Weimars war der Jacobsfriedhof, der aber zu klein wurde. Die Fürstengruft wurde zwischen 1823 und 1828 von Clemens Wenzeslaus Coudray errichtet. Bereits im Sommer 1824 war das untere Gewölbe weitgehend fertiggestellt, so dass die im Stadtschloss eingelagerten 27 Särge der Weimarer Fürstenfamilie in die Gruft überführt werden konnten. Die Fürstengruft in Weimar dient als Grabstätte des großherzoglichen Hauses von Sachsen-Weimar-Eisenach.
Am 16. Dezember 1827 wurden vermeintlich von Friedrich Schiller stammende Gebeine in die Fürstengruft überführt; dieser war ursprünglich 1805 im Kassengewölbe auf dem Jacobsfriedhof Weimar beigesetzt worden. Ein 2008 durchgeführter Gentest ergab jedoch, dass es sich nicht um die Gebeine von Schiller handelt; sie wurden daraufhin auf den benachbarten Friedhof in ein anonymes Grab umgebettet. Schillers Sarg ist seitdem leer.
Carl August selbst starb am 14. Juni 1828 und wurde am 9. Juli in der Fürstengruft beigesetzt.
Johann Wolfgang von Goethe wurde am 26. März 1832, vier Tage nach seinem Tod, ebenfalls in der Fürstengruft beigesetzt — Auf eigenen Wunsch hin neben Schiller, dem er sich durch ihre langjährige Freundschaft verbunden fühlte.
Die Entwürfe für den Metallsarg Carl Augusts und die Eichensärge von Goethe und Schiller stammen ebenfalls von Coudray.
Später wurde eine Russisch-Orthodoxe Kapelle als Grabkapelle für die russische Großfürstin Maria Pawlowna an die Rückwand gesetzt.

## Neuere Geschichte
Im Zweiten Weltkrieg wurden die Särge von Goethe und Schiller in einen Jenaer Sanitätsbunker ausgelagert. Während der letzten Kriegstage erteilte das Jenaer Polizeipräsidium dem Bunkerleiter Werner Knye die Anordnung, beide Särge zur Zerstörung durch Sprengung und Verbrennung bereitzustellen, um sie gemäß der nationalsozialistischen Überzeugung nicht als Trophäen in die Hände der heranrückenden US-Amerikaner fallen zu lassen. Dank einer Initiative Werner Knyes blieben beide Särge vor der Zerstörung bewahrt: Er verbarg sie hinter Bergen aus Verbandsmaterial. Bereits am 12. Mai 1945 konnten sie von den US-Amerikanern in die Fürstengruft zurückgebracht werden.
Nach der Enteignung der Fürsten wurde die Gruft im Dezember 1948 Eigentum des Landes Thüringen. Im Jahre 1952 wurde die Fürstengruft auf Beschluss des Goethe-Nationalmuseums in „Goethe-und-Schiller-Gruft“ umbenannt. 1992 erhielt diese Begräbnisstätte wieder ihren alten Namen zurück.

## Liste der Särge

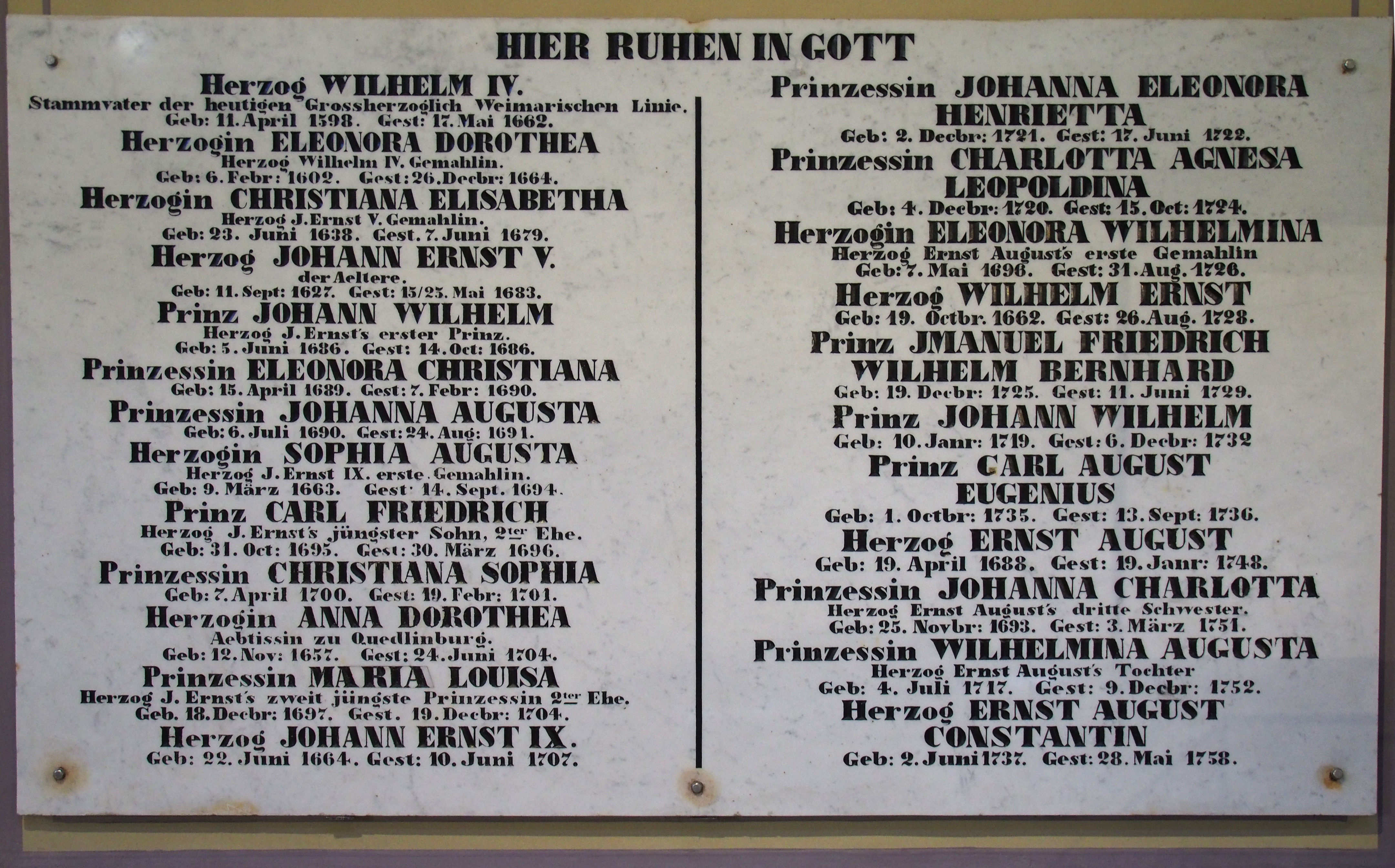
Verzeichnis der Särge I.

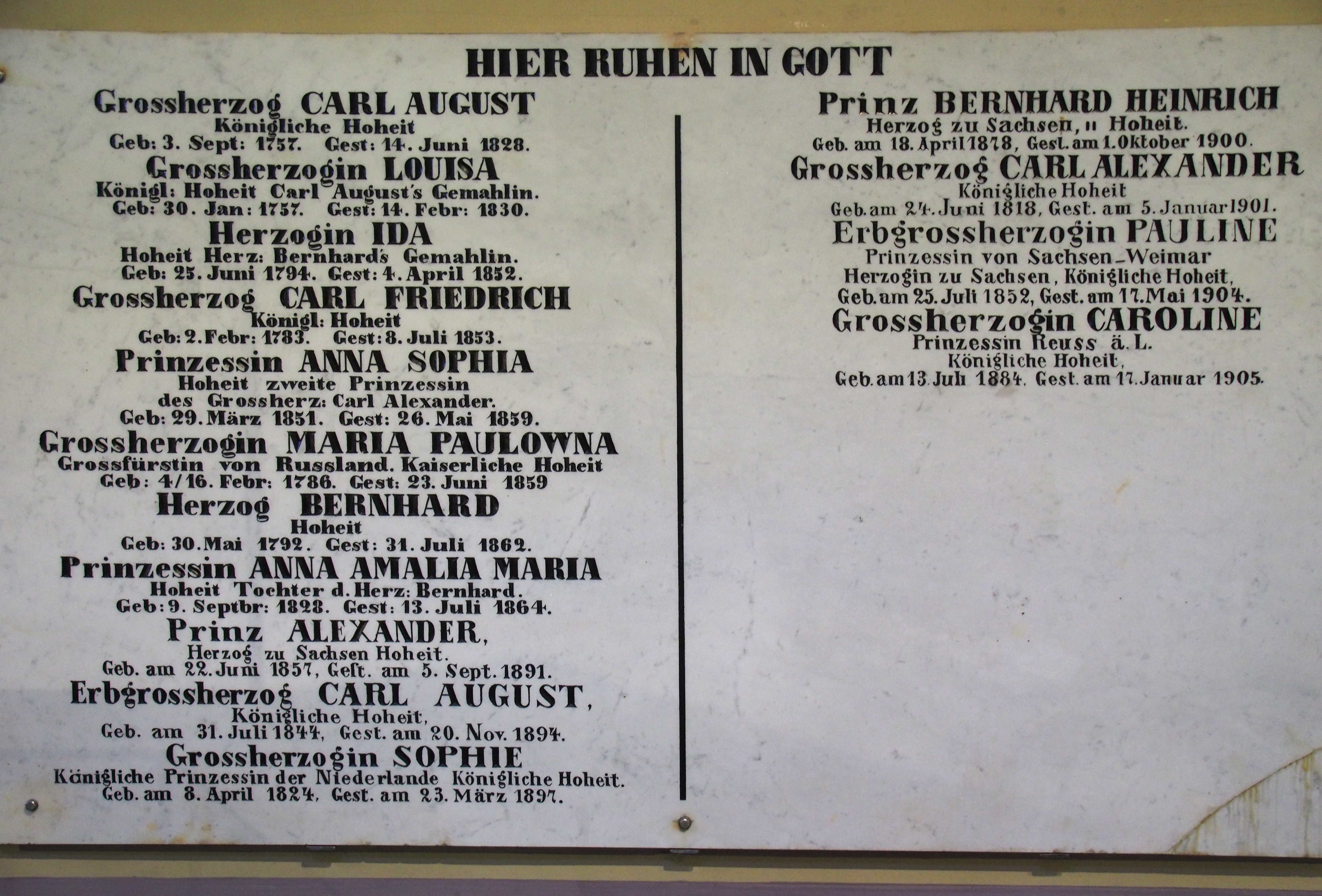
Verzeichnis der Särge II.

Es sind 33 Särge in der Fürstengruft ausgestellt. Von den ursprünglich 42 Särgen der Angehörigen der Häuser Sachsen-Weimar und Sachsen-Weimar-Eisenach wurde einer (Nr. 26) entfernt und zehn aus konservatorischen Gründen ausgelagert. Dazu kommen die Särge Goethes und Schillers.
1. Friedrich von Schiller (1759–1805), leer
2. Johann Wolfgang von Goethe (1749–1832)

1. Herzog Wilhelm IV. (1598–1662)
2. Herzogin Eleonora Dorothea (1602–1664), Gemahlin von 1
3. Herzogin Christiana Elisabetha (1638–1679), Gemahlin von 4
4. Herzog Johann Ernst II (1627–1683), Sohn von 1+2
5. Prinz Johann Wilhelm (4. Juni 1686 – 14. Oktober 1686), Sohn von 13+8
6. Prinzessin Eleonora Christiana (1689–1690), Tochter von 13+8
7. Prinzessin Johanna Augusta (1690–1691), Tochter von 13+8
8. Herzogin Sophia Augusta (1663–1694), 1. Gemahlin von 13
9. Prinz Carl Friedrich (1695–1696), Sohn von 13 aus zweiter Ehe mit Charlotte von Hessen-Homburg[N 1]
10. Prinzessin Christiana Sophia (1700–1701), Tochter von 13 aus zweiter Ehe[N 1]
11. Herzogin Anna Dorothea (1657–1704), Tochter von 4+3
12. Prinzessin Maria Louisa (1697–1704), Tochter von 13 aus zweiter Ehe[N 1]
13. Herzog Johann Ernst III. (1664–1707), 2. Sohn von 4+3
14. Prinzessin Johanna Eleonora Henrietta (1721–1722), Tochter von 21+16
15. Prinzessin Charlotta Agnesa Leopoldina (1720–1724), Tochter von 21+16[N 1]
16. Herzogin Eleonora Wilhelmina (1696–1726), 1. Gemahlin von 21
17. Herzog Wilhelm Ernst (1662–1728), 1. Sohn von 4+3
18. Prinz Imanuel Friedrich Wilhelm Bernhard (1725–1729), Sohn von 21+16[N 1]
19. Prinz Johann Wilhelm (1719–1732), Sohn von 21+16[N 1]
20. Prinz Carl August Eugenius (1735–1736), Sohn von 21 aus zweiter Ehe[N 1]
21. Herzog Ernst August I. (1688–1748), Sohn von 13+8
22. Prinzessin Johanna Charlotta (1693–1751), Tochter von 13+8[N 1]
23. Unbekannter Fürst des 17./18. Jahrhunderts
24. Prinzessin Wilhelmina Augusta (1717–1752), Tochter von 21+16
25. Herzog Ernst August II. Constantin (1737–1758), Sohn aus zweiter Ehe von 21
26. Eingeweide von Herzog Ernst August II. Constantin (25) – nicht mehr in der Fürstengruft
27. Großherzog Carl August (1757–1828), 1. Sohn von 25 und Anna Amalie
28. Großherzogin Louisa (1757–1830), Gemahlin von 27
29. Herzogin Ida (1794–1852), Gemahlin von 33
30. Großherzog Carl Friedrich (1783–1853), 1. Sohn von 27+28
31. Prinzessin Anna Sophia (1851–1859), Tochter von 40+38
32. Großherzogin Maria Pawlowna (1786–1859), Gemahlin von 30
33. Herzog Bernhard (1792–1862), 2. Sohn von 27+28
34. Prinzessin Anna Amalia Maria (1828–1864), Tochter von 33+29
35. Sohn des Prinzen Herrmann und der Prinzessin Auguste, Enkel von 33+29 (*† 1865)[N 1]
36. Prinz Alexander (1857–1891), Enkel von 33+29, 3. Sohn von Herrmann von Sachsen-Weimar-Eisenach
37. Erbgroßherzog Carl August (1844–1894), Sohn von 40+38
38. Großherzogin Sophie (1824–1897), Gemahlin von 40
39. Prinz Bernhard Heinrich (1878–1900), 2. Sohn von 37+41[N 1]
40. Großherzog Carl Alexander (1818–1901), Sohn von 30+32
41. Erbgroßherzogin Pauline (1852–1904), Gemahlin von 37, Enkelin von 33+29
42. Großherzogin Caroline (1884–1905), 1. Gemahlin des Großherzogs Wilhelm Ernst

Vermerke
1. 1 2 3 4 5 6 7 8 9 10  Aus konservatorischen Gründen ausgelagert.